# Hermann Finsterlin
Hermann Ludwig Wilhelm Finsterlin (Múnich, 18 de agosto de 1887 - Stuttgart, 16 de septiembre de 1973) fue un arquitecto, pintor, poeta, ensayista, fabricante de juguetes y compositor alemán, adscrito al expresionismo. Inicialmente estudió medicina, física y química y, más tarde, filosofía y pintura en Múnich. Arquitecto visionario, jugó un papel influyente en el movimiento arquitectónico expresionista a principios del siglo XX, pero debido a la crisis económica de la época no realizó ninguno de sus proyectos. En 1922 se orientó hacia la Nueva Objetividad, trasladándose a Stuttgart para concentrarse en la pintura y la escritura.